# Штадтрода
Штадтрода (нім. Stadtroda) — місто в Німеччині, розташоване в землі Тюрингія. Входить до складу району Заале-Гольцланд.
Площа — 16,81 км2. Населення становить 6695 ос. (станом на 31 грудня 2021).